# 张衡
張衡（78年—139年），字平子，南阳郡西鄂县（今河南省南阳市南召县南）人，東漢士大夫、天文學家、地理學家、數學家、科學家、發明家及文學家，官至太史令、侍中、尚書。張衡一生成就不凡，曾製作以水力推動的渾天儀、發明能夠探測震源方向的地動儀和指南車、發現日食及月食的原因、繪製記錄2,500顆星體的星圖、計算圓周率準確至小數點後一个位、解釋和確立渾天說的宇宙論；在文學方面，他創作了《二京賦》及《歸田賦》等辭賦著作，拓展了漢賦的文體與題材，被列為「漢賦四大家」之一。他開創了七言古詩的詩歌體裁，對中華文化有巨大貢獻。

## 生平
張衡出身於南陽大族，祖父張堪是蜀郡太守。他少年時曾到雒陽太學讀書，通曉五經，好學不倦，不分日夜。張衡為人謙虛，意志堅定:181，淡泊名利。曾受舉薦「孝廉」，被大將軍外戚鄧騭徵召，但張衡都不接受。100年，22歲的張衡出任南陽郡太守鮑德的主簿，8年後辭官讀書。鮑德升職為大司農後，熱心推薦張衡；111年，張衡被漢安帝所召，出任尚書台郎中，3年後遷任尚書侍郎；115年，37歲的張衡開始出任太史令，121年調職公車司馬令，126年復任太史令。任職太史令期間，他製作了渾天儀與地動儀:176-178。張衡掌領太史令先後達14年之久:180，這個職位相當於現在中國科學院國家天文台的台長:52。張衡長期掌管歷史記載和曆法，沒有升官，被同僚所笑。他寫下《答難》來表明心志，不慕官位。他又曾上疏痛陳事弊，提出必須禁止大臣奢侈和僭越的主張。133年雒陽大地震，張衡藉此上諫，批評宦官越權，主張大權歸還天子:329。同年張衡遷任侍中。因受當權宦官排斥，136年外調河間相。在河間政績良好，138年他升遷尚書，次年過世，享年61歲:177-178他的傳世著作有文集11卷，《靈憲》、《渾天儀》、《玄圖》各一卷:746、598、600及數學著作《算罔論》:224。

## 贡献

### 天文學

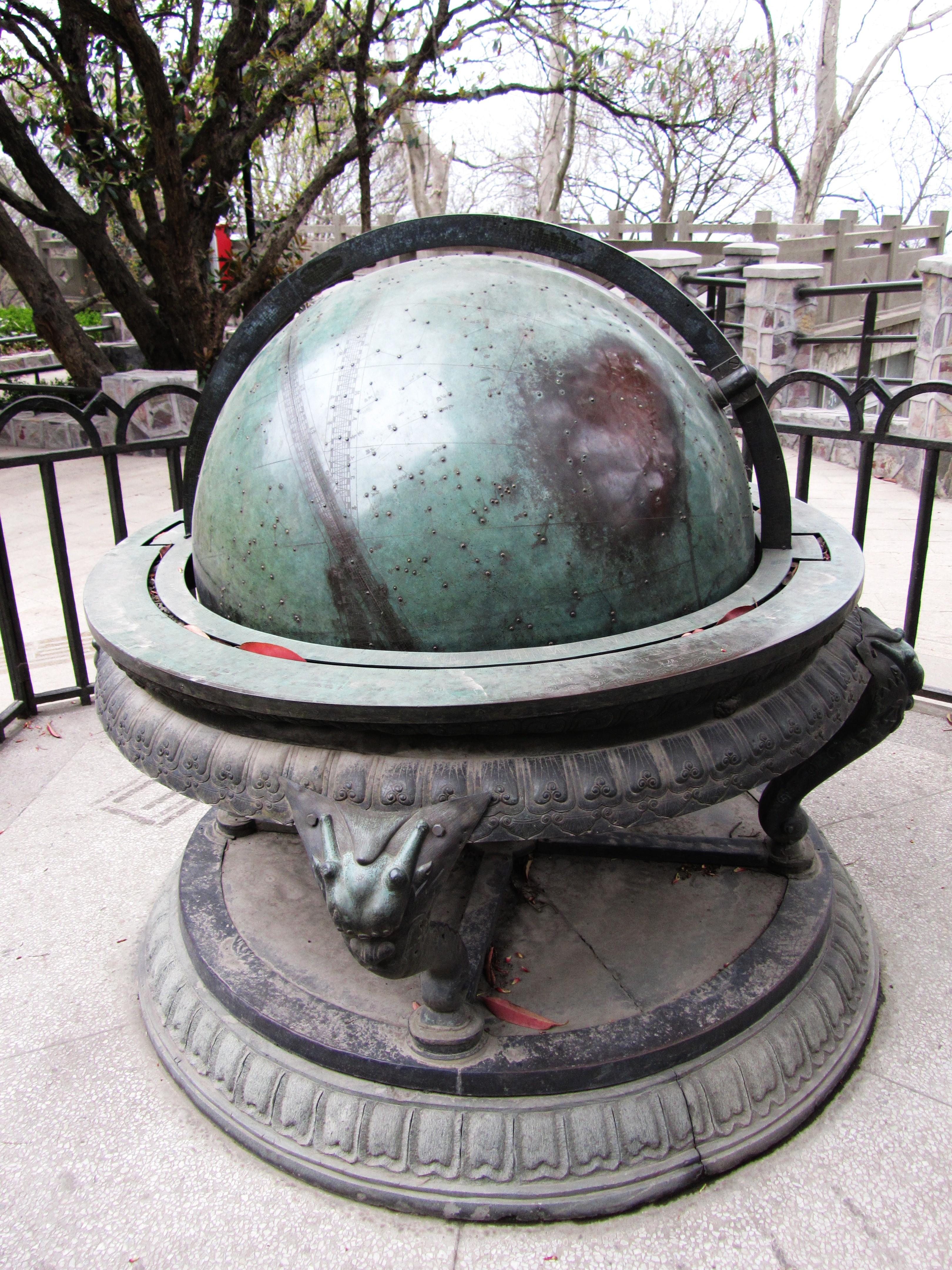
清代天球仪（又名浑天仪、浑象），用以表现恒星和星座位置，并能演示天体的周日运动。东汉张衡、三国王蕃、刘宋钱乐之都曾造过这种仪器。

張衡主張渾天說，認為天是球狀的，像個雞蛋，天相當於蛋殼，大地像蛋黃，天把大地包在當中，大地是平面的，周圍是水，大地浮在水上:53-54。他改進西漢耿壽昌的設計，製造了渾天儀，並著有《渾天儀》一卷加以解說:52。渾天儀一具安裝在室內，一具安裝在觀測台「靈台」之上:542。渾天儀以銅鑄造，是空心球體，直徑約五尺，上畫二十八宿、中外星官及黃道、赤道；天球半露在地平圈上，半隱在地平圈下，天軸則支架在子午圈上，天球可繞天軸自行轉動:179，與實際天球運動相一致，可預報天體運動情況:55；其外安裝了地平環、赤道環和子午環，內部設置四遊環。有學者認為，張衡的渾天儀上面裝置了可以眺望天體位置的望筒，兼具演示和觀測效用:27；也有學者認為，此渾天儀沒有望筒，只有演示作用，性質上是天球儀:29。渾天儀每日均勻地繞中軸旋轉一周，以滴水為原動力:179，與漏刻相連，水不斷定量而緩緩地流入刻漏的水斗中。水斗原是靜止不動的，當注水達到某個份量時，其重量就勝過渾天儀和齒輪的阻力，凸耳使齒輪轉動一齒，然後抵住下一齒而再次靜止下來，通過齒輪傳動而使渾天儀緩慢地旋轉:546、550、582。張衡所造渾天儀是個原型、早期的時鐘，在五胡亂華中毀壞；在西方，類似能自動旋轉的渾象在16世紀出現:95、538-539、546。
張衡在東方最早正確說明月蝕，指出月蝕是由於地球的影子「闇虛」遮掩了月亮而引起的，並測得日、月的視直徑約為{\displaystyle {\frac {365.25}{730}}}度，約等於0.5度，與現今測值相近:180。張衡繪製了星圖，記錄星官124個，星星有2500顆，其中320顆有名字:217，指出曆法制定必須根據實測結果，曾在123年參與曆法辯論，反對依據圖讖而制定的「甲寅曆」:223，根據月亮運行有遲疾的規律，以「九道法」為基礎提出新曆，但沒有被朝廷採納:51。他提出五星視運動的理論，認為就同一行星而言，其運行軌道與地面時而接近，時而遠離，「近天則遲，遠天則速」，解釋五星運行的或快或慢:180；運動緩慢的外行星火星、木星、土星，張衡歸類為陽，運動較快的內行星水星和金星，歸類為陰:39。張衡沒有認識到北極高度會隨地點而變化，定出北極高度是36度:50，他也沒有認識歲差，因冬至點難以觀測，只從西漢末年所測的舊數值換算，定出冬至點以黃道度量為入斗宿20度，較當時實際情況偏東超過3度；他並根據觀測，定出冬至黃道最遠時去極115度，夏至黃道去極67度，因受儀器所限，數據稍欠精確:145-146、149、147。

### 宇宙論
張衡雖然反對圖讖，但他的宇宙論卻受當時流行的讖緯影響:256。他撰有天文學著作《靈憲》，敘述宇宙生成論，觀點接近西漢《淮南子·天文訓》。他提出宇宙形成的三個階段，首先是「溟滓」，是氣的原始狀態，什麼都沒有，是「無」的階段，道的根本；第二是「龐鴻」，是元氣開始發動、連結在一起、混沌不分的狀態；第三是「太元」，元氣分化，有剛柔清濁之分，天地各自形成，陰陽四時變化而生萬物:16:296。天圓地平，天是一個中空的球體，地是半球體，上平下圓，處於天體下半部:17。八極約長二億三萬二千三百里，南北少一千里，東西多一千里，天地距離和地的厚度，都等於八極的一半:296。他指出宇宙是無窮無極的:16，肯定時間與空間的無限性，提出以「氣」為基本的自然觀，人是元氣的聚合，如水之凝結為冰，人死是元氣消散，如冰塊融化為水，復歸於元氣，與自然成為一體:297、293、299。

### 數學
130年前後，張衡完成推算圓周率。根據三國時劉徽《九章算術注》，張衡認為立方體及其內接球體積之比，是8:5，由此推論圓周率是10的平方根：{\displaystyle {\sqrt {10}}=3.1623}:223-224。南北朝祖暅《渾天論》則提到張衡提出的另一個數字：{\displaystyle {\frac {736}{232}}=3.1724}:16；有學者認為今本文獻有衍文，張衡的數字其實是較準確的{\displaystyle {\frac {730}{232}}=3.1466}:66，此說未被廣泛接受。張衡的圓周率數字其實頗為粗疏，受劉徽嚴詞批評，西漢末年劉歆指出圓周率為3.1547，已比張衡更準確；但張衡的計算並非倚靠實測，而是從理論出發，從立圓術公式推求圓周率，仍有開創性的貢獻:359、361。張衡也曾研究球體體積，但沒有重大改進:397。

### 地理學

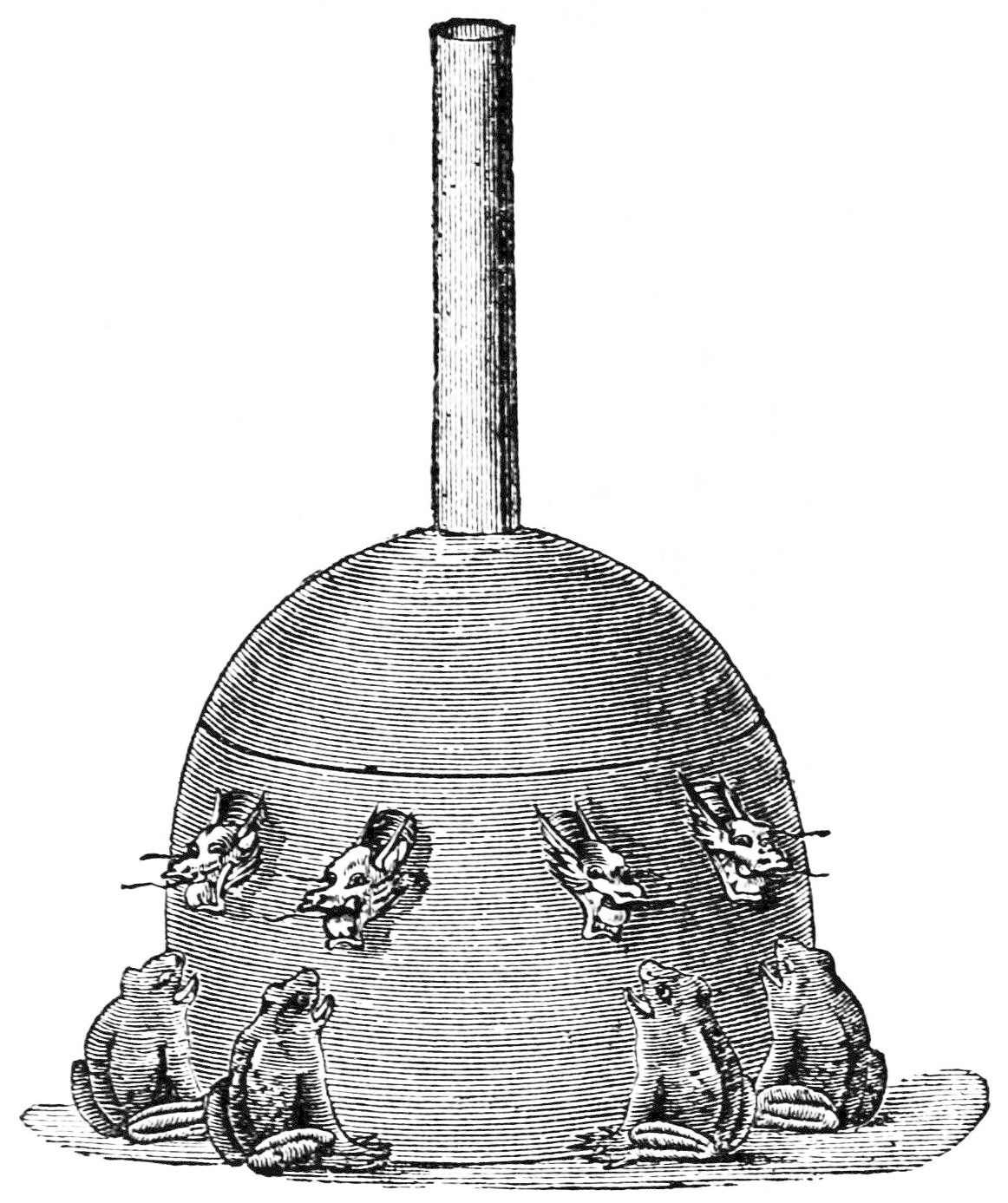
地震學家約翰·米爾恩構想的候風地動儀外形

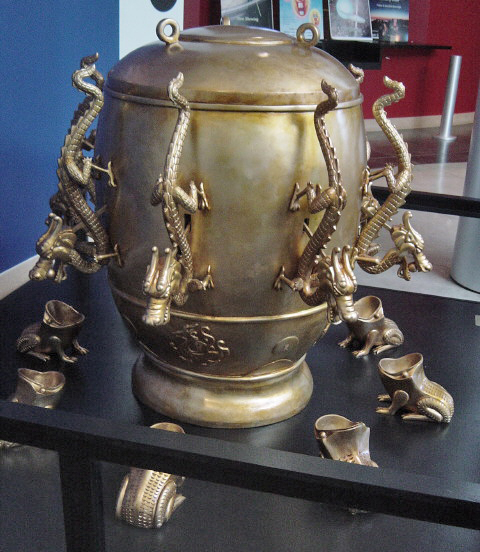
候風地動儀的其中一款模型

132年，張衡發明和製造了世上第一部驗震器「候風地動儀」，形狀像圓形的酒甕，斷面直徑八尺，其內中央置有一根很重的柱子，稱「都柱」，可以向八個方向傾側或傾擺；酒甕外部的八個方向各有一個龍頭，龍頭下各有一隻蟾蜍，張口對著龍頭，八條龍各口含銅丸一顆，當都柱向某一方傾側時，該方向的龍口張開，銅丸落下，掉入蟾蜍口中。地震發生時，只有震源方向上的龍頭張口，據此可知地震的方向。范曄《後漢書》記載，地動儀放在洛陽，134年12月13日:481，隴西發生地震，當時洛陽並無震動，但一個龍口掉出銅丸，其後才傳來隴西地震的消息，證實其探測地震方向的功效:55-57:181。而候風地動儀所謂的「候風」，是指測定風的變化，地震相信是因為陰陽兩氣相搏而形成，氣的變化會產生風；哪個地方有地震，哪個方向就有氣的變化，就有風來可以測到:3。候風地動儀流傳到隋代，北朝信都芳、隋代臨孝恭都研究過，到唐代失傳:356-358。
地動儀利用物體的慣性來測震，其構造學者有兩種看法，其一認為，都柱是個掛起的懸擺，又重又粗，都柱下有一小銅球，組成觸發機制，在地震波水平運動中，都柱移位，小銅球脫落，撞擊機關:486、484，又或都柱帶動八條向八個方位伸出去的臂，連接扛杆，當懸擺向某一方向擺動時，龍口就會張開:347-348。另一種觀點是，都柱是一種倒立的震擺，附有重錘，安裝在底座上，周圍有八組機械裝置，一旦地震，重錘傾側，都柱失去平衡，觸道機械裝置，使相應的龍口張開:350:180。現代中、日學者都嘗試復原地動儀:57，日本學者曾以直立震擺式的地動儀模型做實驗，証明地震初震很強的話，銅丸會因初到的縱波而落下，確定地震的方向:352-353；但其他地震學者卻指出，直立震擺的傾倒方向有隨機性，對震動反應遲鈍，沒有驗震作用，直立震擺底部所用的彈簧，也不可能是漢代技術水平的產物，而懸擺式的地動儀模型，在2000年代則通過中國地震學者用振動台模擬地震狀態的試驗，得到中國學術界的認可:482-484、478。張衡地動儀比直至19世紀前期西方的水銀地震儀更先進:362，但亦有個別學者質疑《後漢書》中有關地動儀的記載，指出從現代地震學的觀點看，若單獨一個儀器，僅在一個地點進行測量，難以測定震源:251。
116年，張衡繪製和呈獻地圖「地形圖」，流傳到唐代；李約瑟推測張衡曾運用計里畫方的網格繪圖，但此說受其他學者質疑:106:79、135。

### 其他發明

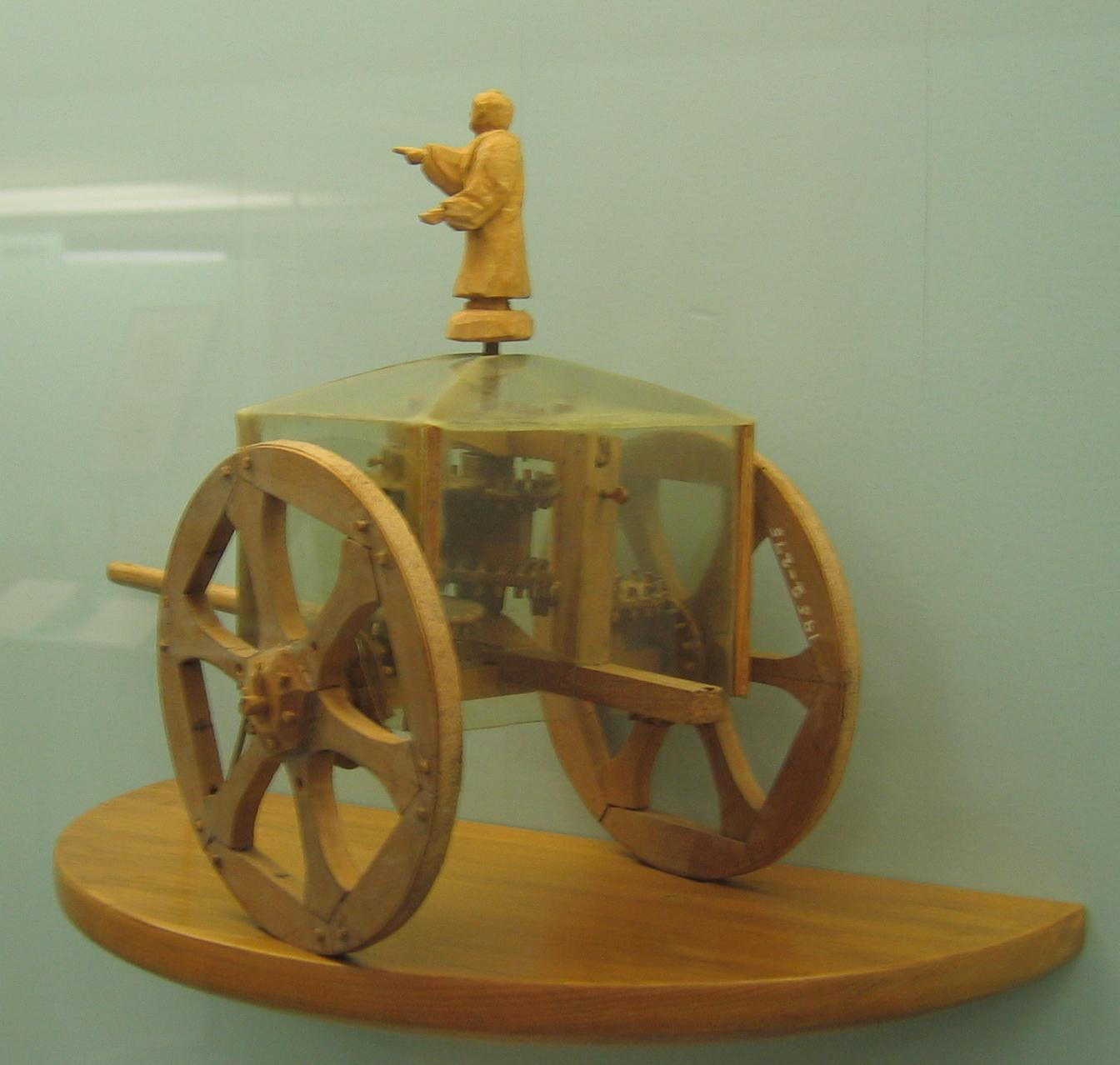
指南車模型

渾天儀和候風地動儀以外，張衡發明了指南車、「自飛木雕」和機械日曆，並改良了漏刻的構造。指南車是雙輪馬車，內置齒輪裝置，即使行駛時多次轉向，車上人像亦永遠指向正南；張衡所造指南車在漢末戰亂中被毀。自飛木雕是一隻木鳥，有羽翼，腹內有機械，能飛起，張衡〈應間〉曾提到這隻能飛的木雕：「木雕猶能獨飛」。李約瑟推測自飛木雕以彈簧為動力，推動直升陀螺的螺旋槳:315、638。張衡在漏刻使用虹吸管（稱為「玉虬」），代替壺底的漏咀，並在貯水壺和受水壺之間加入一個補償壺，使計時更準確；受水壺蓋上鑄有個小塑像，左手持著可以上下浮動的垂直指示桿（「漏箭」），右手則指向指示桿上的刻度:342、351-353:541。機械日曆「瑞輪蓂莢」像渾天儀一樣，都是水力推動的，能顯示月相和朔望月的天數:363。有學者認為張衡也製造了風向儀，古書上「候風地動儀」其實是指風向儀和地動儀兩種儀器，這種風向儀是鳥狀的，能隨風轉動:193。

### 思想
政治上，張衡堅持批判現實，對宫廷政治的污濁奸詐深感憂憤，反對王侯貴族的奢侈生活。他受道家思想影響，傾向老、莊，主張無為，有人生無常、遁隱厭世的思想，企圖超越世俗生活，其宇宙論也體現道家觀念，晩期作品〈思玄賦〉道家傾向更強。他繼承了西漢儒家董仲舒的災異、天人感應之說，認為星象變異和地震等災異，是上天對世人和朝廷的譴告，促使他製造更精密的儀器去認識宇宙和偵測地震，以察知天意；但他反對讖緯預言，曾上〈請禁絕圖讖疏〉:18-22、127-128:485，指出圖讖弄虛作假，為迎合當權者而偽造。他推崇西漢揚雄的《太玄》:293、298，認為「玄」是宇宙的根本原理，《太玄》一書深奧而難以理解。他相信天上有許多神、星神、四方神、天皇等等，不但天上有神，山林原野都有神靈，天體的組織，則與地上朝廷政府的組織相對應:20、107、110-111，月亮上有蟾蜍，由嫦娥所變:38，星星會影響人的命運:217。張衡熟悉「風角」之術，認為可透過觀風而知禍福:722-723，相信占卜，宇宙間有某種神秘力量，絕非所有事物都可用理性解釋:113-114、123、14。

### 文學

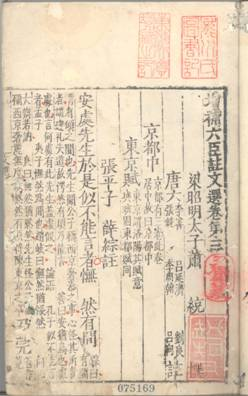
明刊本《文選》〈東京賦〉書影

張衡是辭賦名家，將漢賦推向高峰，由歌功頌德的辭賦發展為抒情小賦:12，現存大致完整的作品有〈温泉賦〉、〈南都賦〉、〈二京賦〉、〈思玄賦〉、〈歸田賦〉、〈髑髏賦〉、〈天象賦〉、〈應間〉、〈七辯〉九篇。〈溫泉賦〉描寫長安附近驪山著名的温泉，屬早期作品；〈二京賦〉長達7700字:150、31、117，是模倣班固〈兩都賦〉的大賦，辭藻典雅瑰麗，誇張鋪陳，堪稱不朽佳作。〈西京賦〉假借憑虛公子之口，描寫長安地理形勢、漢高祖的定都、西都的豪華、宮殿的宏偉、城廓的寬大、市場的繁榮、商賈的欺詐、遊俠的作風、園林中的遊獵，〈東京賦〉則假借安處先生之口追溯歷史，從周、秦、兩漢各代帝王，贊頌漢高祖、漢文帝、漢武帝等，描寫雒陽形勝和漢室儀軌；二賦也描述宗教活動和民間風俗:13、22，如持守色戒的西域僧人:128、雜技歌舞等「百戲」表演、驅邪的大儺儀式，有其史料價值，可補正史的不足；〈西京賦〉即為南北朝《三輔黃圖》和北宋宋敏求《長安志》多次引用，以說明長安面貌。〈二京賦〉引用不少五經句子，文句為何晏〈景福殿賦〉、左思〈蜀都賦〉等後世辭賦襲用:881、856、865，並有東吳薛綜等人的注釋:893。〈南都賦〉則盛讚當時被朝廷忽略的南陽城，但形式較呆板笨拙，語言則較艱深晦澀:177。
張衡〈思玄賦〉是抒情表志的作品，發表自己的理想，模倣楚辭〈遠遊〉和班固的〈幽通賦〉，重覆屈原在〈遠遊〉中的尋求，先去東、南、北三方，登上蓬萊，在瀛州採芝，又去拜會西王母，上了仙宮「瓊宮」，盡享聲色之娛，然後回到故鄉:13、95:42。張衡深受楚辭影響，常引用楚地傳統的神話，〈思玄賦〉引用最多的就是楚辭:20-21。〈歸田賦〉開拓辭賦中田園歸隱的主題，表達其退隱之心，反對宦官當權，政治腐敗而自己無力拯救，有不願同流合污之意:11、14，文中讚美民間的田園生活，山水景色使人心曠神怡，是漢賦中罕見的短篇，啟導陶淵明〈歸去來辭〉等後世抒發歸隱之情的作品:22，所寫自然風景歡樂和諧，也啟導王羲之〈蘭亭集序〉等後世文章:62，文中道家思想鮮明，則可說是後世玄言詩的先驅:47。〈髑髏賦〉以對話體擴充鋪陳《莊子·至樂》篇中的寓言，賦中的髑髏就是莊子:43-45。有後人批評，張衡的辭賦缺乏獨創性，主要模倣前人著作，如〈二京賦〉模倣班固〈兩都賦〉，〈南都賦〉模倣揚雄〈蜀都賦〉，〈應間〉模倣東方朔〈答客難〉，〈七辯〉則模倣枚乘〈七發〉:14。
詩歌方面，張衡初次撰寫七言古詩〈四愁詩〉，脫離了楚歌的句式，接近純粹的七言詩:68-69:246，並為後世詩人模倣，如晉代傅玄撰有〈擬張衡四愁詩〉。張衡〈同聲歌〉則是新娘向新郎的傾訴，描寫新婚的優美，詩中提到房中術著作《素女經》的內容:103-105。

### 經學、史學、美術
張衡通曉經學，曾撰寫《周官訓詁》，但稍欠特色，失傳於世。他對漢朝歷史亦相當了解，有志於史學，擔任侍中時，曾請求到東觀專心撰寫東漢史書，但不獲批准；又曾上書指摘司馬遷《史記》和班固《漢書》兩書的錯失，提出漢朝史書應有的體例。張衡亦是個畫家，列為東漢六大畫家之一:181，唐代《历代名画记》曾记载他曾用腳趾畫怪獸这一傳説:160。

## 地位與紀念

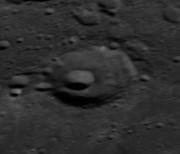
月球背面「張衡環形山」

張衡名列「漢賦四大家」之一:176，受尊崇為中國歷史上的大科學家。在東漢，崔瑗稱讚他能知天文地理，製作巧奪天工，「數術窮天地，制作侔造化，與神合契」，南陽人為他修建廟宇:179、45；三國時傅玄則惋惜他不在其位，工藝才華未能盡情發揮:35；他的地動儀和天文學成就都沒有傳人，天文學著作殘缺不全，科學貢獻漸被後人遺忘:163。有學者猜測，地動儀的原理在古代可能已輾轉傳到波斯和日本。19世紀末，西方地震學家約翰·米爾恩開始留意到張衡地動儀的開創性成就:361-362、342，有學者認為，米爾恩所造的首座現代地震儀，就是受地動儀啟發的:487。1920年代，中國史家也注意到張衡的科學成就，1924年，張蔭麟首先稱讚張衡為中國「第一位大科學家」，李約瑟特別推崇張衡，大部份現代中國學者亦稱張衡為偉大的科學家:163-164、11、175。學者認為張衡可與西方幾乎同時代的托勒密相媲美，但在數學、幾何學、科學方法和研究成果，張衡都不如托勒密:160、173。
南陽張衡墓地久已荒廢，偶有士人加以修葺，當地人亦不知墓主是誰；1956年，南陽縣政府重建張衡墓園，建立張衡博物館，附有倣漢建築與石雕，1988年定為國家級重點文物保護單位，館內展示張衡發明的地動儀、渾天儀、指南車等模型:4。為了紀念張衡，1970年，國際天文學界用張衡名字為月球背面一座環形山命名；1971年，以他來命名小行星1802；中國天文學會設立「張衡特殊貢獻獎」，2002年首次頒發；2003年，小行星9092以張衡故鄉南陽命名；一種銅鋅合金的天然礦物亦以張衡命名，即張衡礦。此外，廣東深圳、上海浦东新区等地，均有以張衡命名的街道「张衡路」。

## 延伸阅读
[在维基数据编辑]
 在维基文库阅读此作者作品（ 在维基共享资源阅览影像、分类）
 《後漢書·卷59》，出自范晔《後漢書》
- A. W. Sleeswyk; 席文（N. Sivin）. . Chinese Science. 1983, 6: 1–19  [2014-09-10]. （原始内容存档于2020-09-21） （英语）.
- 康達維（David R. Knechtges）. . . Aldershot: Ashgate/Variorum. 2002: 171-182. ISBN 0860788849 （英语）.
- 蕭國鴻："Systematic Reconstruction Design of the Detecting Mechanism of Zheng Heng's Seismoscope （页面存档备份，存于）"，國立成功大學博士論文，2007年。
- 蕭國鴻（Hsiao Kuo-Hung）; 顏鴻森（Yan Hong-Sen）. . Journal of Japan Association for Earthquake Engineering. 2009, 9 (4): 1–10  [2014-09-10]. （原始内容存档于2020-12-01） （英语）.
- 蕭國鴻（Hsiao Kuo-Hung）; 顏鴻森（Yan Hong-Sen）. . Journal of Advanced Mechanical Design, Systems, and Manufacturing. 2009, 3 (2): 179–190  [2014-09-10]. （原始内容存档于2020-11-18） （英语）.

## 外部連結
- 李嘯虎.  (PDF). 《史林》. 1997, 4: 17–24  [2014-09-08]. （原始内容 (PDF)存档于2014-09-11） （中文（简体））.
- 馮銳; 武玉霞. . 《中國地震》. 2003, 19 (4): 358–378  [2014-09-10]. （原始内容存档于2022-02-20） （中文（简体））.
- 馮銳; 武玉霞. . 《中國地震》. 2013, 29 (2): 179–197  [2014-08-28]. （原始内容存档于2022-02-20） （中文（简体））.
- . 中國歷史網.   [2014-09-08]. （原始内容存档于2014-09-11） （中文（简体））.